# Ат-Тарик
.

Ат-Та́рик (араб. الطارق — Ночной спутник) — восемьдесят шестая сура Корана. Сура мекканская. Состоит из 17 аятов.

## Содержание
Сура начинается с клятвы, подтверждающей доказательства могущества Аллаха и подчеркивающей, что к каждому человеку приставлен страж и наблюдатель. От человека требуется, чтобы он размышлял о том, как он сотворен.

 Клянусь небом и ночным путником! ۝ Откуда ты мог знать, что такое ночной путник? ۝ Это - звезда, пронизывающая небеса своим светом. ۝ Нет души, при которой не было бы хранителя. ۝ Пусть посмотрит человек, из чего он создан. ۝ Он создан из изливающейся жидкости, ۝ которая выходит между чреслами и грудными костями. ۝ Воистину, Он способен вернуть его. ۝ В тот день будут испытаны (или раскроются) тайны, ۝ и тогда не будет у него ни силы, ни помощника.  ۝ Клянусь небом возвращающим (возвращающим воду земле или возвращающим небесные тела, которые восходят с одной стороны и заходят в другой)! ۝ Клянусь землёй раскалываемой (при прорастании растений, или при выходе из земли воды, или при воскрешении мёртвых)! ۝ Воистину, это - Слово различающее, ۝ а не шутка. ۝ Они замышляют козни, ۝ и Я замышляю козни. ۝ Закончи же неверующим отсрочку и не медли с ними нисколько! 
—  86:1—17 (Кулиев)